# Струнников, Николай Фёдорович
Николай Фёдорович Струнников (25 июля 1907, с. Выкса, Нижегородская область — 15 августа 1987, Кострома)
Лауреат Сталинской премии 1950 г. в области транспорта за разработку конструкции и технологии производства грузовых автомобилей.
Кандидат технических наук, доцент, преподаватель кафедры «Тракторов и автомобилей» Костромского сельскохозяйственного института. (в н.в. Костромская Сельскохозяйственная Академия)
Отец: Струнников Федор Васильевич. Житель села Выкса, Нижегор. обл.
Жена: Струнникова (в дев. Васькова) Полина Васильевна. Род. в селе Бутаково, Вознесенский р-н, Нижегородская обл. 
Дочь: Калик (Струнникова) Клавдия Николаевна. 
Дочь: Петрова (Струнникова) Алла Николаевна.